# لزلی استیونز
لزلی استیونز (انگلیسی: Leslie Stevens؛ ۳ فوریهٔ ۱۹۲۴ – ۲۴ آوریل ۱۹۹۸) یک کارگردان اهل ایالات متحده آمریکا بود.
- جاثوم